# Сілезький планетарій
Сілезький планетарій - найбільший і найстаріший планетарій в Польщі. Він був заснований 4 грудня 1955 року в тодішньому Воєводському парку культури та відпочинку (нині також під назвою «Сілезький парк» ), розташованому в Хожуві.

## Історія
Будівництво Сілезького планетарію імені Миколая Коперника було запущено з нагоди Року Коперника в 1953 році. Його збудували на найвищому пагорбі парку, так званій "Парковій горі". Автором проєкту був архітектор Збігнєв Солава.

## Опис
У 1955–2018 роках центральним апаратом Сілезького планетарію був потужний проєктор, також відомий як «планетарій». Проєктор був виготовлений компанією Zeiss в Єні. Його вага понад 2 тонни, а висота у вертикальному положенні становить 5 метрів. Він відтворює вигляд неба з будь-якої точки Землі в будь-який час, імітуючи справжню небесну сферу. Проекційний екран — найбільший купол в країні діаметром 23 метри. Глядацька зала розрахована на 300 осіб.
Під час ремонту встановили аналоговий проєктор Chiron III від японської компанії GoTo, який здатен відображати близько 100 мільйонів зір. Система з 10 цифрових проєкторів SONY, розміщених навколо екрану, здатна відображати на куполі будь-які рухомі зображення.
Комплекс будівель Сілезького планетарію також включає астрономічну обсерваторію (з 30-сантиметровим рефрактором - найбільшим у Польщі лінзовим телескопом), кількаметровий сонячний годинник, метеорологічну станцію та сейсмічну станцію.
У 2022 році завершився чотирирічний процес реконструкції та модернізації Сілезького планетарію, який було перетворено на "Планетарій – Сілезький науковий парк". У додатковій будівлі, розташованій переважно під землею, передбачено місце для інтерактивних виставок.

## Філателія
15 вересня 1966 року Польська пошта випустила поштову марку із зображенням Сілезького планетарію номіналом 1,55 злотих із серії "Туризм". Автором дизайну марки був Ч. Качмарчик, гравюра Б. Брандта. Марка надрукована технікою гравюри на сталі на некрейдованому папері накладом 102 020 100 шт. Вона залишалась в обігу до 31 грудня 1994 року.
29 червня 2007 року вийшла ще одна марка із зображенням планетарію в Хожуві. Це була марка номіналом 3,55 злотих із серії «Польські міста». Дизайн марки – М. Жила-Квятковська. Марка надрукована технікою глибокого друку, на флуоресцентному папері, багатомільйонним тиражем.

## Галерея

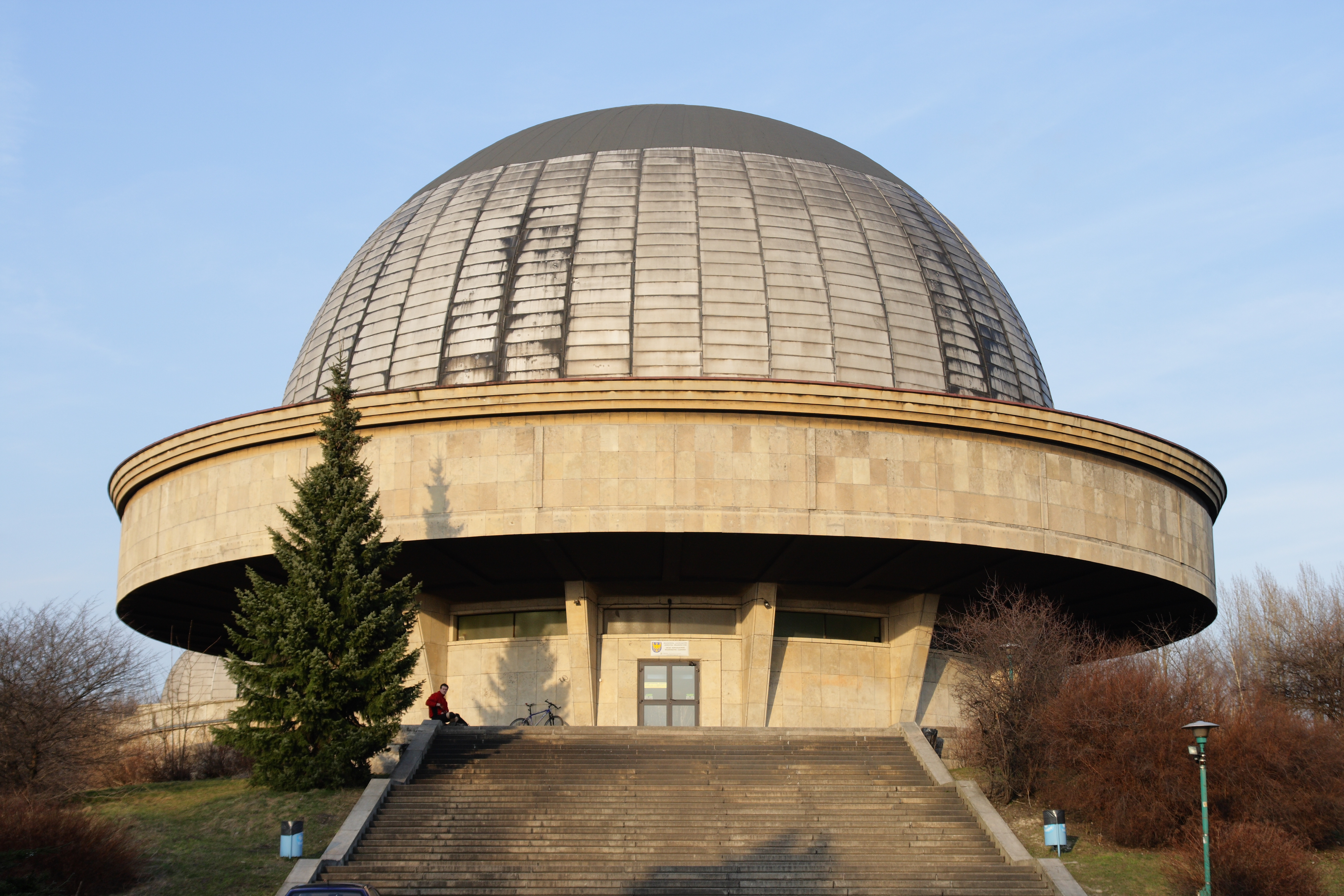
Сілезький планетарій
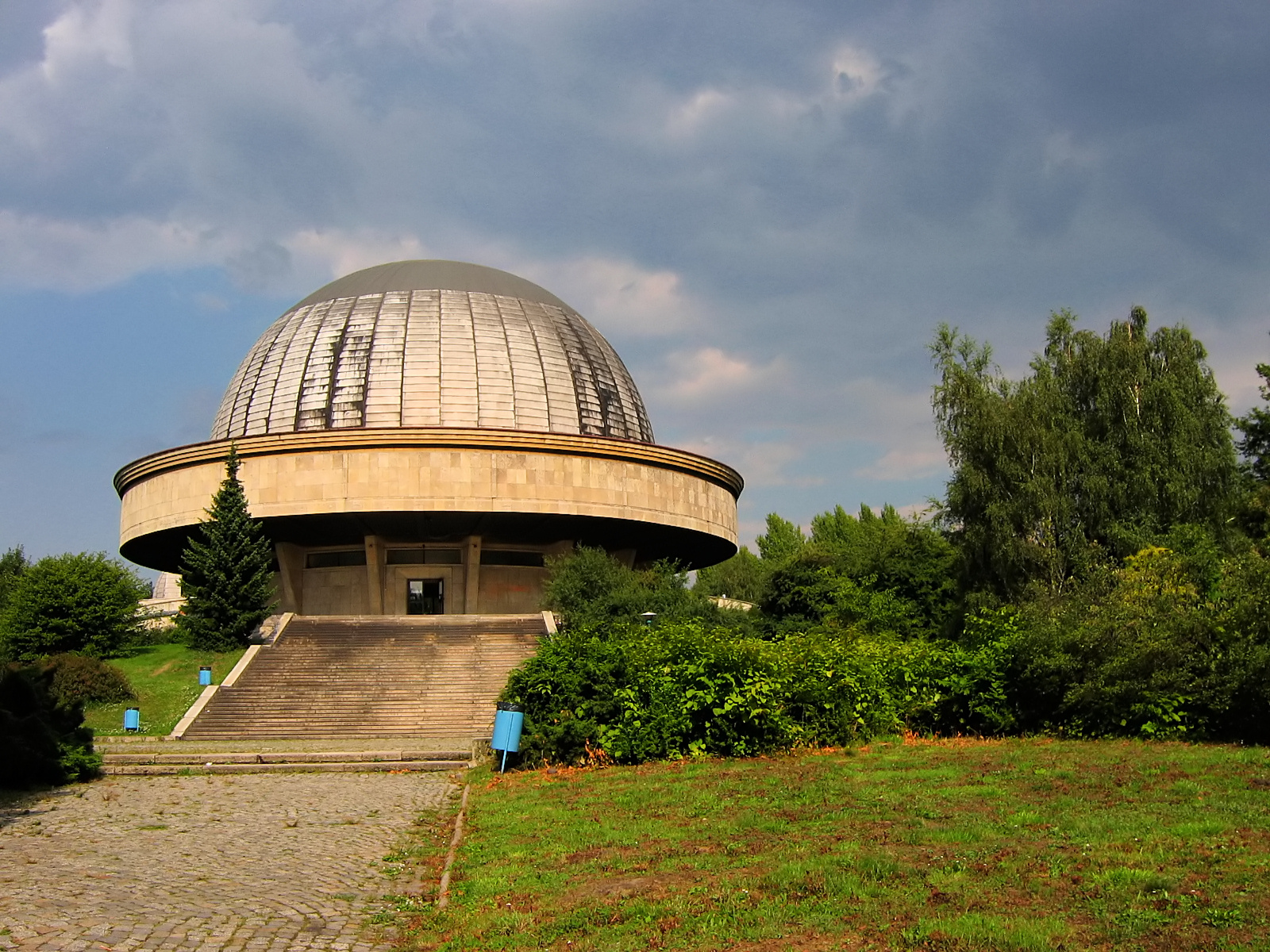
Сілезький планетарій
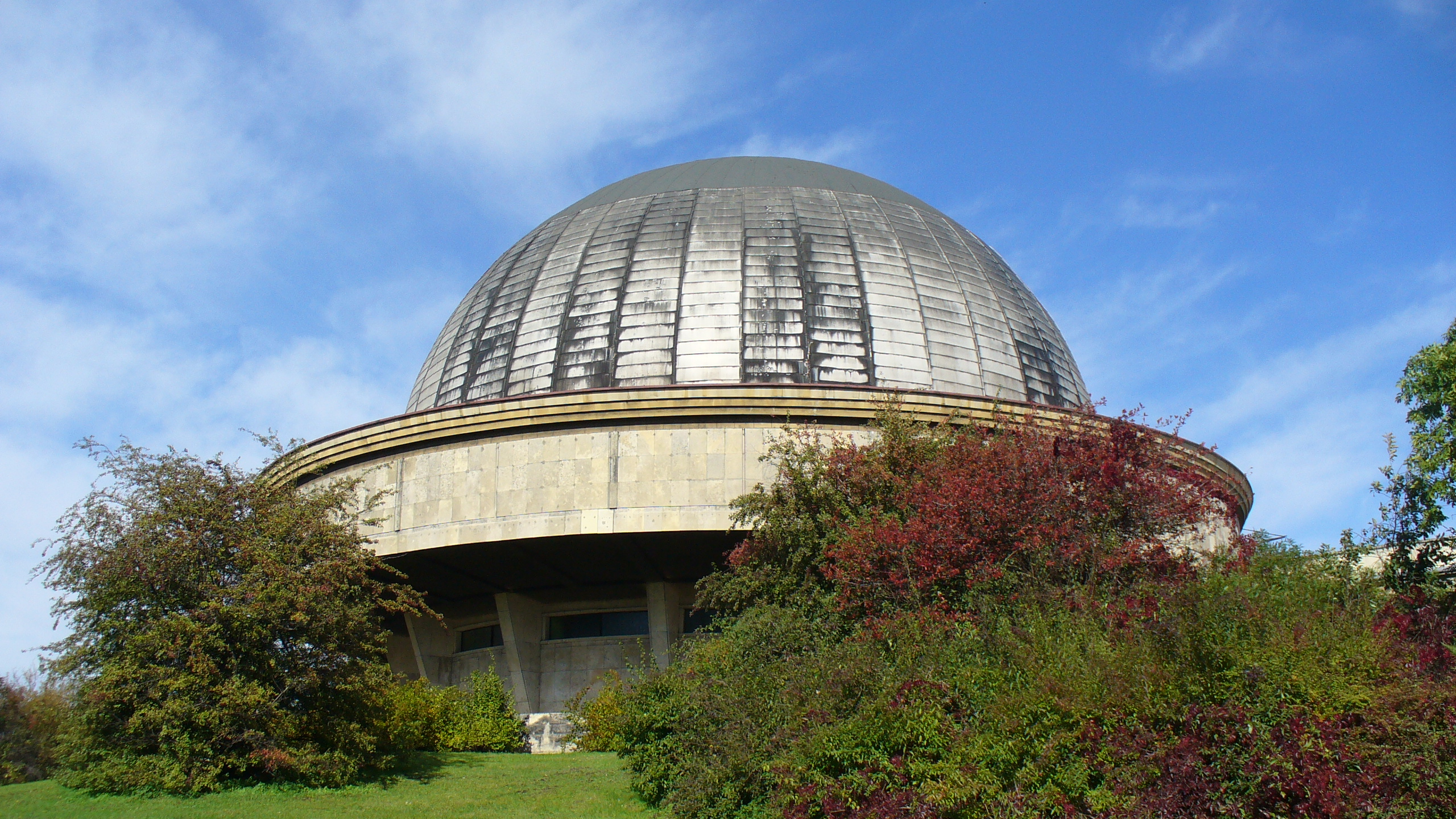
Сілезький планетарій
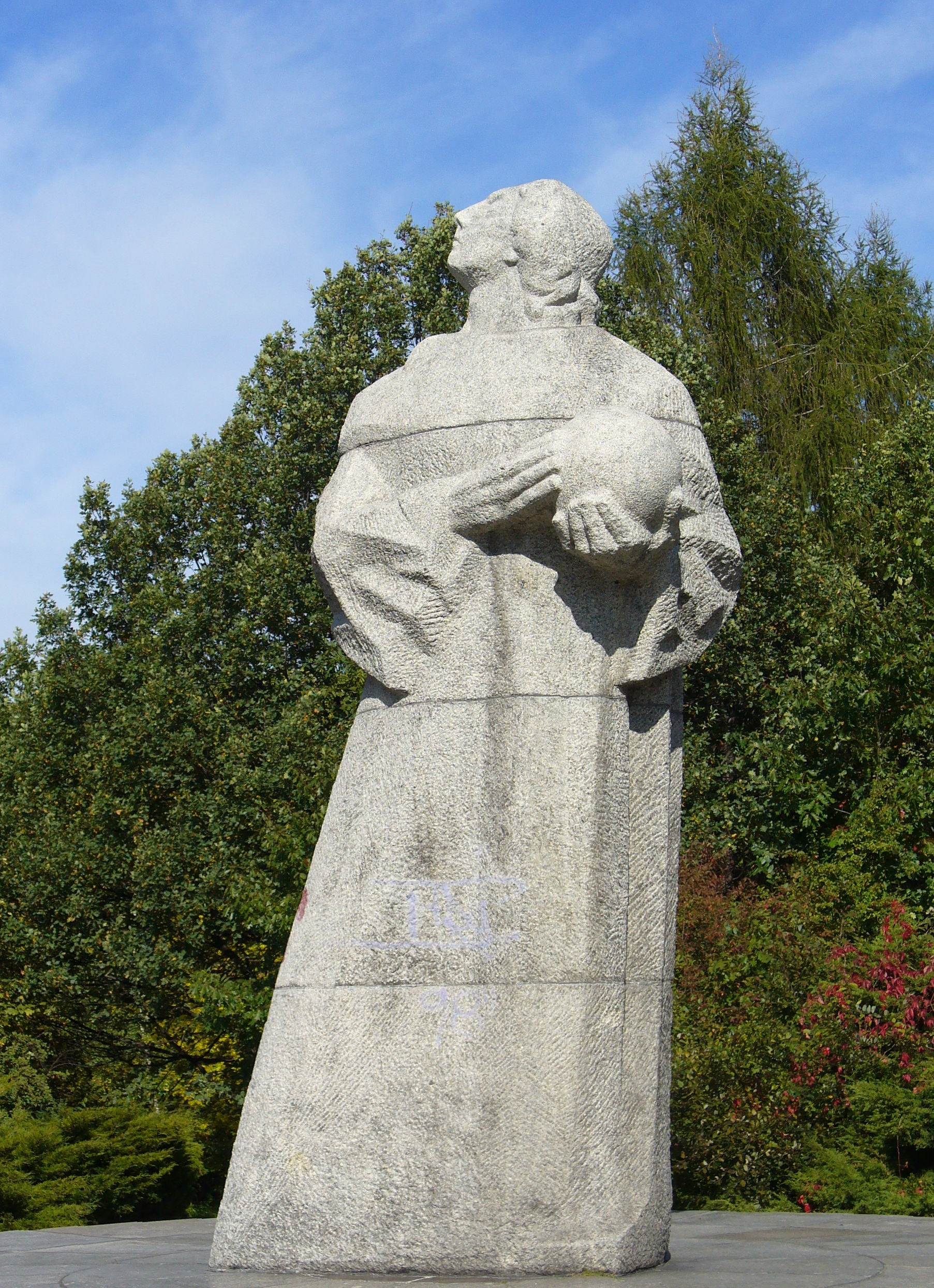
Пам'ятник Миколаю Копернику
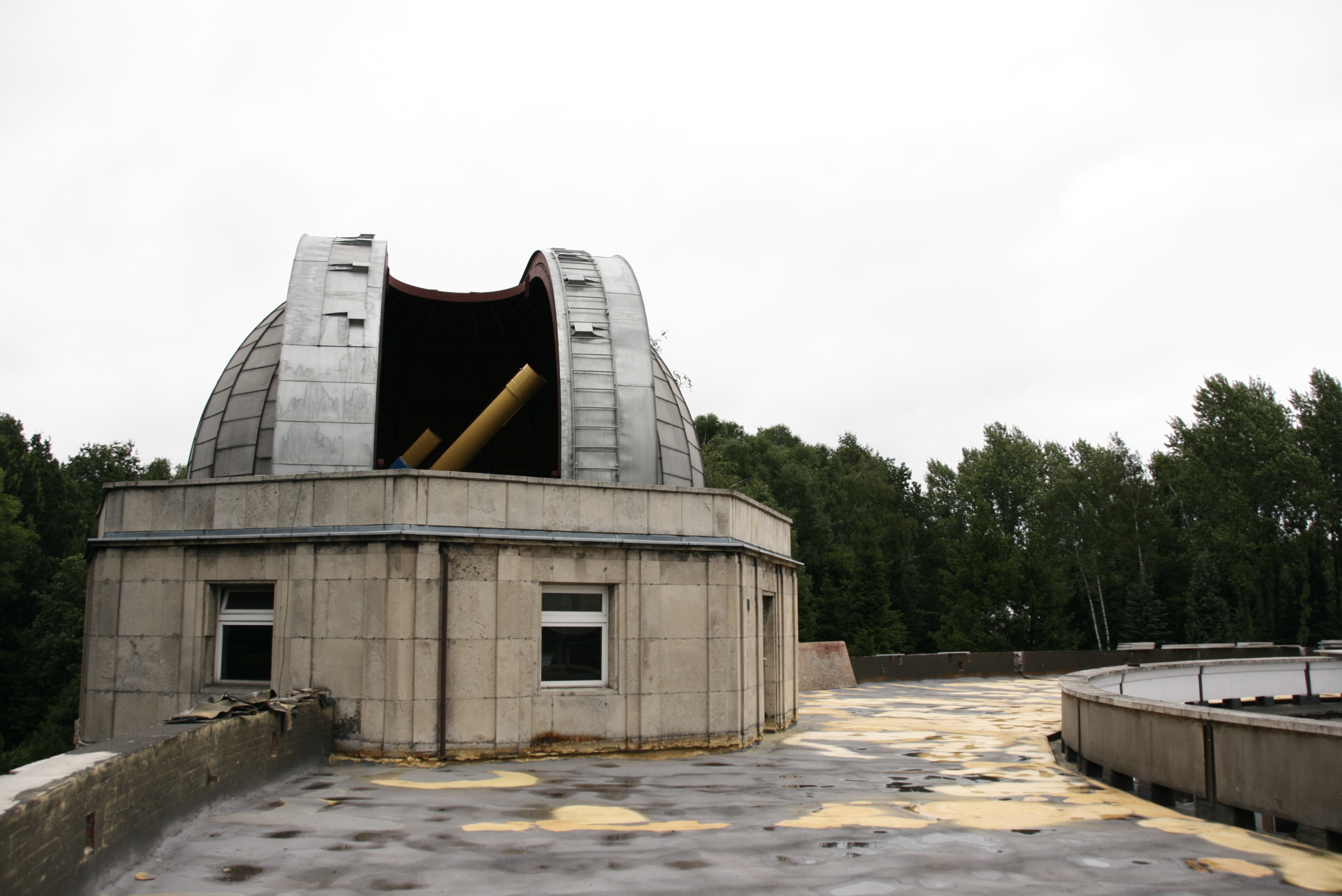
Астрономічна обсерваторія в Сілезькому планетарії
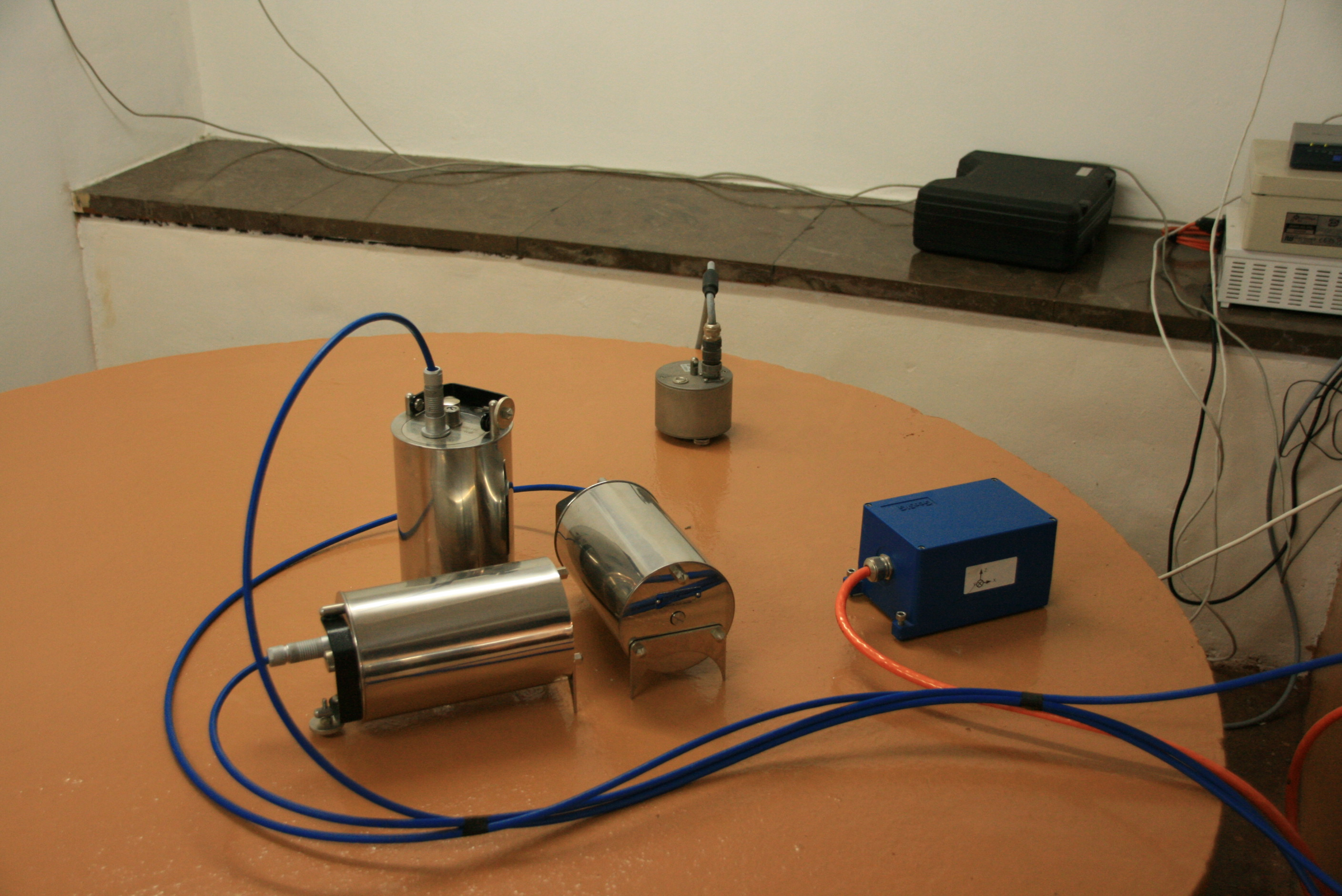
Короткоперіодичні сейсмографи в Сілезькому планетарії
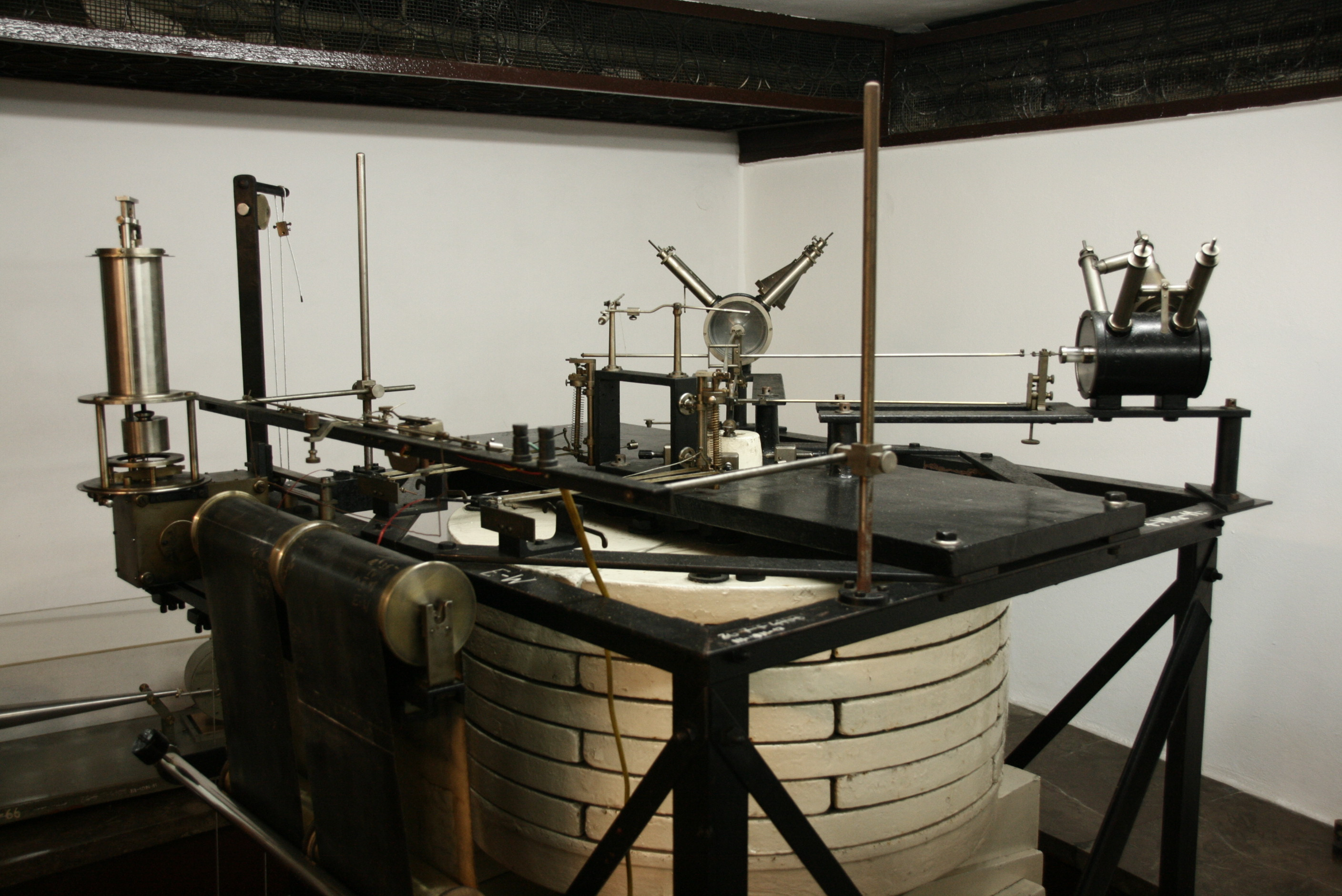
Горизонтальний сейсмограф Віхерта в Сілезькому планетарії
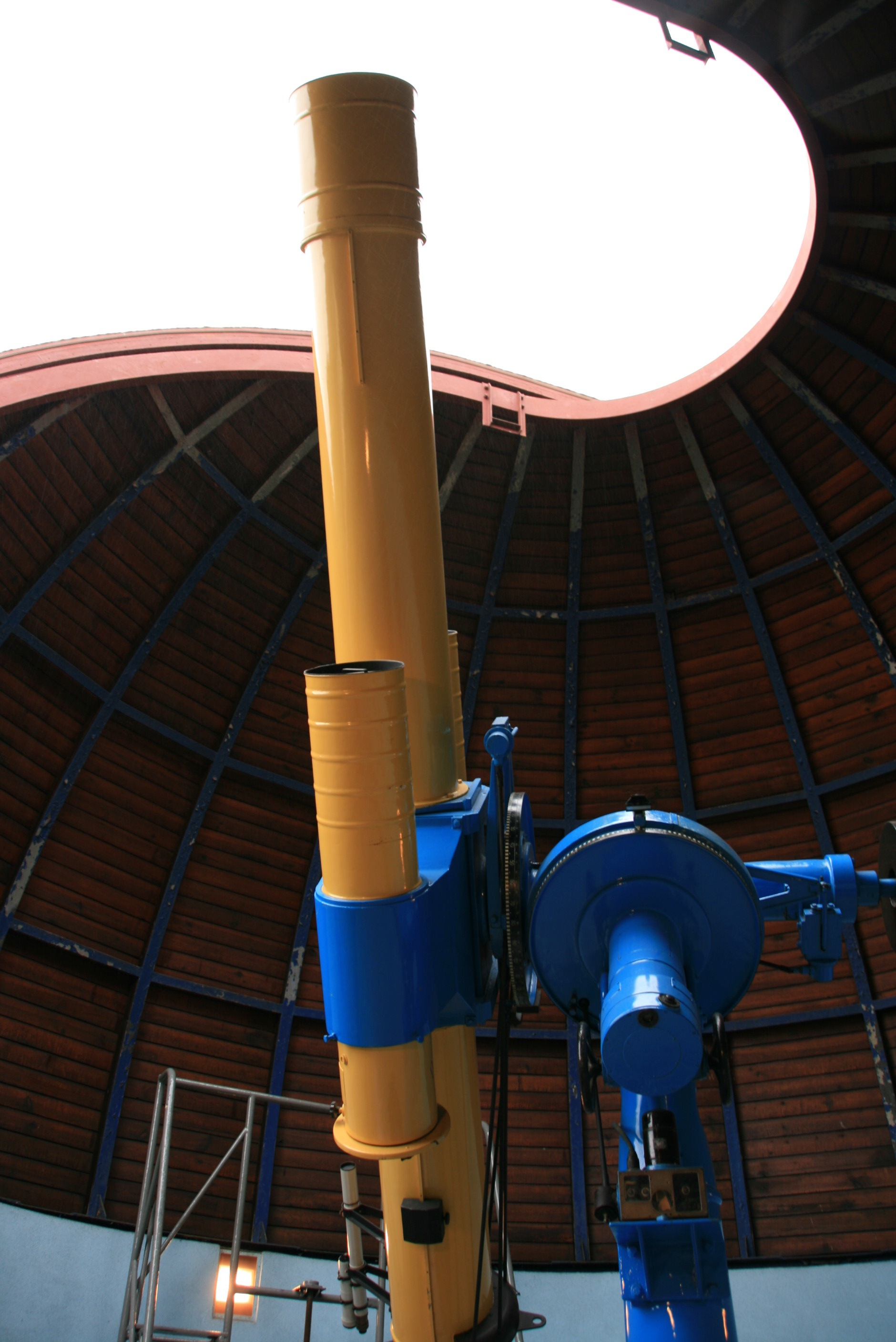
Телескоп в астрономічній обсерваторії Сілезького планетарію
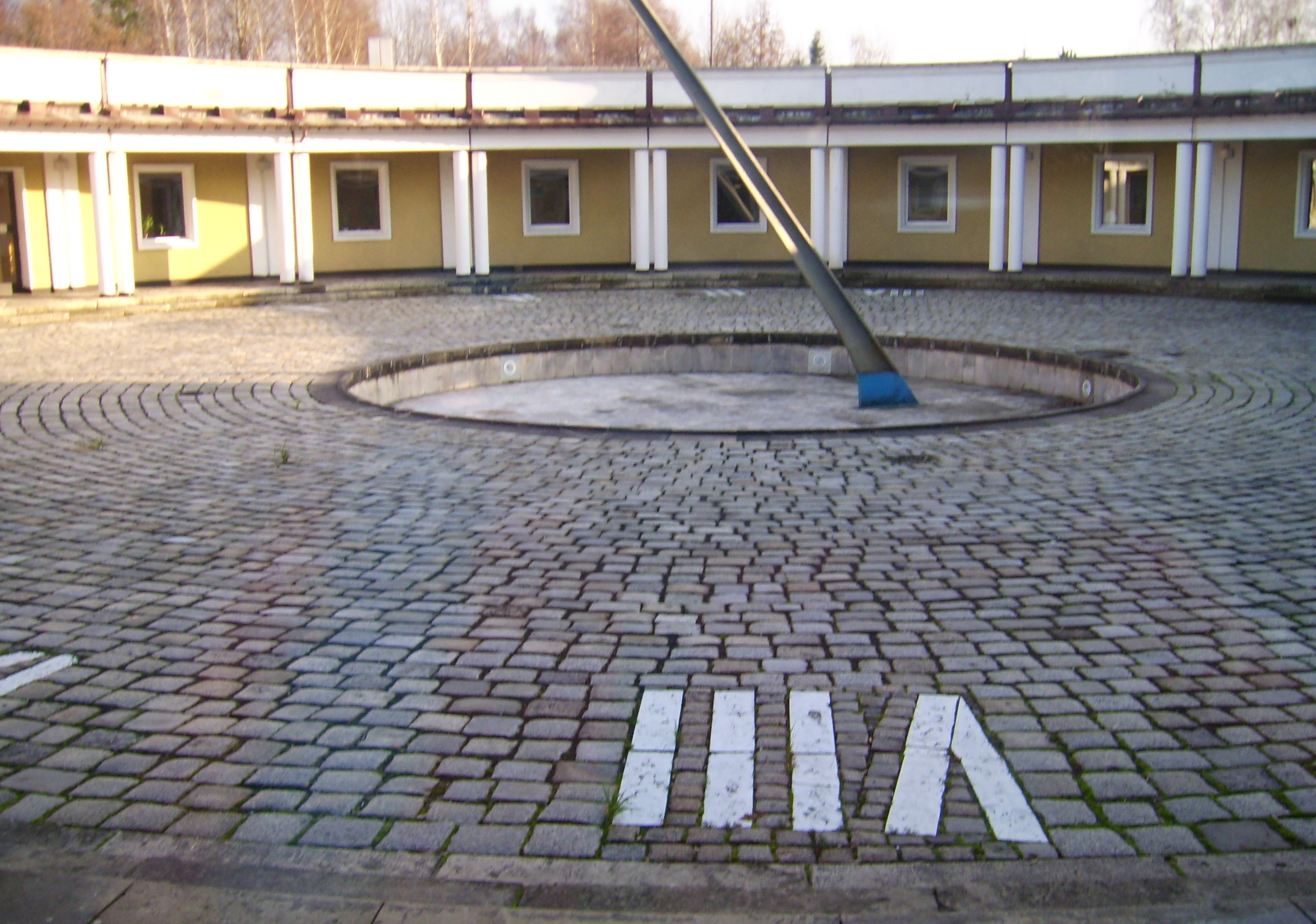
Сонячний годинник на подвір'ї
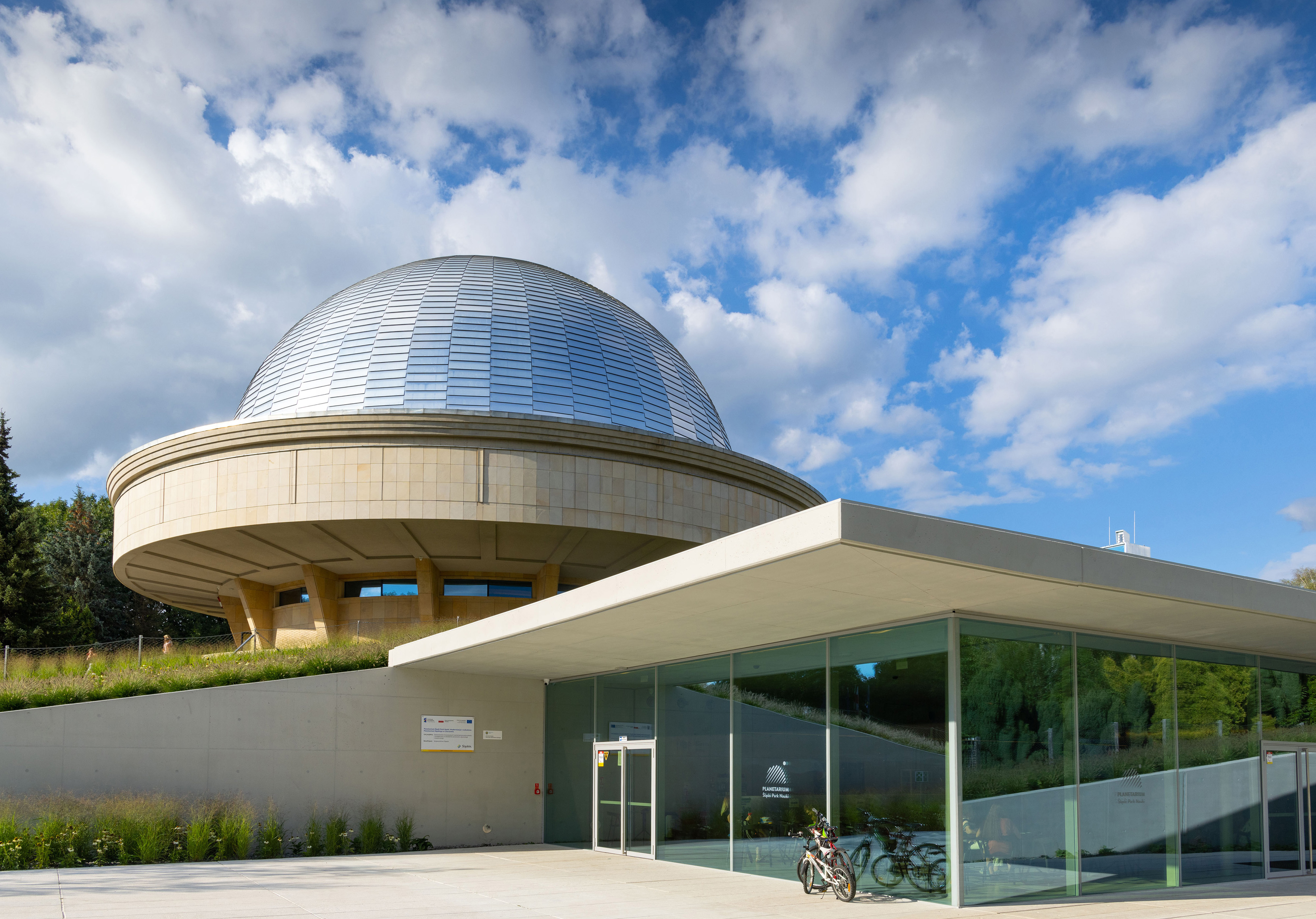
Сілезький планетарій